# The Haunted House (film 1913 Johnston)
The Haunted House è un cortometraggio muto del 1913 diretto da Lorimer Johnston. Prodotto dalla Flying A, il film aveva come interpreti Vivian Rich, Jack Richardson, Harry Van Meter, Julius Frankenburg, Charlotte Burton, Edith Borella.

## Trama
Ethel Graham è la bella del villaggio e, forte di questo vantaggio, si prende il gusto di porre delle condizioni stravaganti ai suoi adoratori. Dichiara che sposerà quello che riuscirà a passare tutta una notte nella casa infestata del villaggio. Bob accetta la sfida e, anche se con le gambe tremati, si prepara alla notte tragica. Ethel e gli altri ragazzi lo spiano, ammirati, ma quando il giovane arriva al cancello, una fiammata improvvisa che si leva lo fa scappare a gambe levate.

In paese arriva uno sconosciuto. Quando vede Ethel, resta anche lui vittima del fascino della bella e i due decidono di sposarsi. Memore però della condizione che aveva imposto ai ragazzi del posto, Ethel richiede anche al suo nuovo fidanzato di passare la notte nella casa stregata. Lui accetta e lei, pensando di fargli uno scherzo, prende un lenzuolo e, quando sente i suoi passi, si accovaccia per terra, nascondendosi. In realtà, sono arrivati i contrabbandieri di oppio che usavano la casa come tana per i loro traffici. La ragazza viene legata e portata via, pronta ad essere imbarcata su un battello. Le sue grida fanno accorrere Richard, lo straniero, che si rivela essere un ufficiale in missione sulle tracce dei contrabbandieri. La ragazza è salva, i banditi catturati, e i due innamorati possono sposarsi.

## Produzione
Il film fu prodotto dalla Flying A (American Film Manufacturing Company).

## Distribuzione
Distribuito dalla Mutual, il film - un cortometraggio in una bobina - uscì nelle sale cinematografiche degli Stati Uniti l'8 novembre 1913.